# Torneio Interzonal de 1962
O Torneio Interzonal de 1962 foi um torneio de xadrez com o objetivo de selecionar os jogadores qualificados a participar do Torneio de xadrez de Curaçao de 1962, que foi o Torneio de Candidatos do ciclo 1961-1963 para escolha do desafiante ao título no Campeonato Mundial de Xadrez de 1963. A competição foi realizada em Estocolmo de 27 de janeiro a 6 de março e teve como vencedor Bobby Fischer.

## Tabela de resultados[1][3]
Os nomes em fundo verde claro indicam os jogadores que participaram do torneio de Candidatos do ano seguinte:
|    |                   | 1 | 2 | 3 | 4 | 5 | 6 | 7 | 8 | 9 | 10 | 11 | 12 | 13 | 14 | 15 | 16 | 17 | 18 | 19 | 20 | 21 | 22 | 23 | V  | E  | D  | Total | Posição |
| -- | ----------------- | - | - | - | - | - | - | - | - | - | -- | -- | -- | -- | -- | -- | -- | -- | -- | -- | -- | -- | -- | -- | -- | -- | -- | ----- | ------- |
| 1  | Bobby Fischer     | – | ½ | ½ | 1 | ½ | ½ | ½ | ½ | ½ | 1  | ½  | 1  | 1  | 1  | 1  | 1  | 1  | 1  | 1  | 1  | ½  | 1  | 1  | 13 | 9  | 0  | 17½   | 1       |
| 2  | Efim Geller       | ½ | – | ½ | ½ | ½ | ½ | 1 | 1 | 1 | 1  | 0  | ½  | 1  | ½  | 1  | 1  | 1  | ½  | ½  | ½  | 1  | 0  | 1  | 10 | 10 | 2  | 15    | 2–3     |
| 03 | Tigran Petrosian  | ½ | ½ | – | ½ | ½ | ½ | ½ | ½ | ½ | ½  | 1  | 1  | ½  | ½  | 1  | ½  | ½  | 1  | 1  | 1  | 1  | ½  | 1  | 8  | 14 | 0  | 15    | 2–3     |
| 04 | Viktor Korchnoi   | 0 | ½ | ½ | – | 1 | ½ | ½ | ½ | ½ | 0  | 1  | 1  | ½  | 1  | 1  | ½  | ½  | 1  | ½  | 1  | 1  | 0  | 1  | 9  | 10 | 3  | 14    | 4–5     |
| 05 | Miroslav Filip    | ½ | ½ | ½ | 0 | – | ½ | ½ | 1 | 0 | ½  | ½  | ½  | 1  | 1  | ½  | ½  | 1  | ½  | 1  | ½  | 1  | 1  | 1  | 8  | 12 | 2  | 14    | 4–5     |
| 06 | Svetozar Gligorić | ½ | ½ | ½ | ½ | ½ | – | ½ | 0 | ½ | ½  | ½  | 1  | ½  | 1  | 0  | 1  | 1  | ½  | ½  | 1  | ½  | 1  | 1  | 7  | 13 | 2  | 13½   | 6–8     |
| 07 | Pal Benko         | ½ | 0 | ½ | ½ | ½ | ½ | – | ½ | 1 | ½  | ½  | 0  | ½  | ½  | 1  | 1  | 0  | 1  | 1  | 1  | ½  | 1  | 1  | 8  | 11 | 3  | 13½   | 6–8     |
| 08 | Leonid Stein      | ½ | 0 | ½ | ½ | 0 | 1 | ½ | – | 0 | 1  | ½  | 0  | 1  | ½  | ½  | 1  | 1  | ½  | ½  | 1  | 1  | 1  | 1  | 9  | 9  | 4  | 13½   | 6–8     |
| 09 | Wolfgang Uhlmann  | ½ | 0 | ½ | ½ | 1 | ½ | 0 | 1 | – | 0  | 1  | 1  | ½  | 0  | 1  | 1  | 0  | 1  | 1  | 1  | 0  | 1  | 0  | 10 | 5  | 7  | 12½   | 9–10    |
| 10 | Lajos Portisch    | 0 | 0 | ½ | 1 | ½ | ½ | ½ | 0 | 1 | –  | ½  | ½  | ½  | ½  | ½  | 1  | 1  | 1  | 0  | 1  | 1  | 1  | 0  | 8  | 9  | 5  | 12½   | 9–10    |
| 11 | Arturo Pomar      | ½ | 1 | 0 | 0 | ½ | ½ | ½ | ½ | 0 | ½  | –  | ½  | 0  | 0  | 1  | ½  | 1  | ½  | 1  | ½  | 1  | 1  | 1  | 7  | 10 | 5  | 12    | 11–12   |
| 12 | Friðrik Ólafsson  | 0 | ½ | 0 | 0 | ½ | 0 | 1 | 1 | 0 | ½  | ½  | –  | ½  | 0  | ½  | ½  | ½  | 1  | 1  | 1  | 1  | 1  | 1  | 8  | 8  | 6  | 12    | 11–12   |
| 13 | Julio Bolbochán   | 0 | 0 | ½ | ½ | 0 | ½ | ½ | 0 | ½ | ½  | 1  | ½  | –  | ½  | ½  | ½  | 1  | ½  | 1  | ½  | ½  | 1  | 1  | 5  | 13 | 4  | 11½   | 13      |
| 14 | Gedeon Barcza     | 0 | ½ | ½ | 0 | 0 | 0 | ½ | ½ | 1 | 1  | 1  | 1  | ½  | –  | ½  | ½  | ½  | ½  | ½  | ½  | 1  | 0  | 1  | 5  | 12 | 5  | 11    | 14–15   |
| 15 | István Bilek      | 0 | 0 | 0 | 0 | ½ | 1 | 0 | ½ | 0 | ½  | 0  | ½  | ½  | ½  | –  | ½  | 1  | ½  | 1  | 1  | 1  | 1  | 1  | 7  | 8  | 7  | 11    | 14–15   |
| 16 | Arthur Bisguier   | 0 | 0 | ½ | ½ | ½ | 0 | 0 | 0 | 0 | 0  | ½  | ½  | ½  | ½  | ½  | –  | ½  | ½  | 1  | ½  | 1  | 1  | 1  | 4  | 11 | 7  | 9½    | 16      |
| 17 | Daniel Yanofsky   | 0 | 0 | ½ | ½ | 0 | 0 | 1 | 0 | 1 | 0  | 0  | ½  | 0  | ½  | 0  | ½  | –  | ½  | 1  | ½  | ½  | 0  | ½  | 3  | 9  | 10 | 7½    | 17–18   |
| 18 | Mario Bertok      | 0 | ½ | 0 | 0 | ½ | ½ | 0 | ½ | 0 | 0  | ½  | 0  | ½  | ½  | ½  | ½  | ½  | –  | ½  | 0  | ½  | 1  | ½  | 1  | 13 | 8  | 7½    | 17–18   |
| 19 | Eugenio German    | 0 | ½ | 0 | ½ | 0 | ½ | 0 | ½ | 0 | 1  | 0  | 0  | 0  | ½  | 0  | 0  | 0  | ½  | –  | ½  | ½  | 1  | 1  | 3  | 8  | 11 | 7     | 19–20   |
| 20 | Samuel Schweber   | 0 | ½ | 0 | 0 | ½ | 0 | 0 | 0 | 0 | 0  | ½  | 0  | ½  | ½  | 0  | ½  | ½  | 1  | ½  | –  | 1  | ½  | ½  | 2  | 10 | 10 | 7     | 19–20   |
| 21 | Rudolf Teschner   | ½ | 0 | 0 | 0 | 0 | ½ | ½ | 0 | 1 | 0  | 0  | 0  | ½  | 0  | 0  | 0  | ½  | ½  | ½  | 0  | –  | 1  | 1  | 3  | 7  | 12 | 6½    | 21      |
| 22 | Miguel Cuéllar    | 0 | 1 | ½ | 1 | 0 | 0 | 0 | 0 | 0 | 0  | 0  | 0  | 0  | 1  | 0  | 0  | 1  | 0  | 0  | ½  | 0  | –  | ½  | 4  | 13 | 15 | 5½    | 22      |
| 23 | Manuel Aaron      | 0 | 0 | 0 | 0 | 0 | 0 | 0 | 0 | 1 | 1  | 0  | 0  | 0  | 0  | 0  | 0  | ½  | ½  | 0  | ½  | 0  | ½  | –  | 2  | 4  | 16 | 4     | 23      |

|   |                   | 1   | 2   | 3   | Total |
| - | ----------------- | --- | --- | --- | ----- |
| 1 | Leonid Stein      | x x | ½ ½ | 1 1 | 3/4   |
| 2 | Pal Benko         | ½ ½ | x x | 1 – | 2/3   |
| 3 | Svetozar Gligorić | 0 0 | 0 – | x x | 0/3   |